# Hazendonk
Hazendonk ligt bij Molenaarsgraaf in de Alblasserwaard. Het is de plaats met de oudste sporen van menselijke bewoning in Zuid-Holland.
Na de laatste ijstijd ontstonden langs de rivieren een soort duinen die donken heten. Ongeveer 8000 jaar geleden, tijdens het Mesolithicum, werd het klimaat warmer en de zeespiegel hoger. De rivieren bevatten meer water en tussen de donken ontstaat moerasgrond. De eerste bewoners in die omgeving waren mensen die op die droge donken gingen wonen. Zij leefden van jacht en visserij. De boomstamkano's waren een goed vervoermiddel in die moerassen.
Door interactie tussen lokale groepen onderling en tussen lokale groepen met de eerste landbouwers vormen zich andere cultuurgroepen, zoals de Vlaardingencultuur.

## Opgravingen
Bij Hazendonk zijn scherven van aardewerk opgegraven die rond 3000 v.Chr. gedateerd worden. Het zijn scherven van potten met knobbeloren, sterk lijkend op scherven, die gevonden zijn in 'het Vormer', een stuifzandvlakte tussen Niftrik en Wijchen. In Hazendonk is een 5000 jaar oude kano gevonden; aanmerkelijk jonger dan de kano van Pesse, die sinds 1955 de oudste boomstamkano ter wereld was.